# Тонга на Светском првенству у атлетици на отвореном 2019.
Тонга је на 17. Светском првенству у атлетици на отвореном 2019. одржаном у Дохи од 27. септембра до 6. октобра учествовала шеснаести пут. Репрезентацију Тонге представљао је један такмичар који се такмичио у трци на 100 метара.,
На овом првенству такмичар из Тонга није освојио ниједну медаљу нити је остварио неки резултат.

## Учесници
Мушкарци:
- Роналд Лоренс Фотофили — Трка на 100 метара

## Резултати

### Мушкарци
| Атлетичар              | Дисциплина | Лични рекорд | Предтакмичење | Предтакмичење | Квалификације        | Квалификације        | Полуфинале           | Полуфинале           | Финале               | Финале       | Детаљи |
| Атлетичар              | Дисциплина | Лични рекорд | Резултат      | Место         | Резултат             | Место                | Резултат             | Место                | Резултат             | Место        | Детаљи |
| ---------------------- | ---------- | ------------ | ------------- | ------------- | -------------------- | -------------------- | -------------------- | -------------------- | -------------------- | ------------ | ------ |
| Роналд Лоренс Фотофили | 100 м      | 10,89        | 11,06         | 4. у гр. 1    | Није се квалификовао | Није се квалификовао | Није се квалификовао | Није се квалификовао | Није се квалификовао | 45 / 65 (68) |        |